# MAPPA
| Nome nativo     | 株式会社MAPPA          |
| Tipo            | Kabushiki gaisha       |
| mercado         | Animes                 |
| Fundado         | 14 de junho de 2011    |
| Fundador        | Masao Maruyama         |
| Diretor         | Manabu Otsuka          |
| Produtos        | Animes                 |
| N° Funcionários | 360(abril, 2023)       |
| Site oficial    | http://www.mappa.co.jp |

MAPPA Co., Ltd. (japonês: 株式会社 MAPPA, Hepburn: Kabushiki-gaisha Mappa) é um estúdio de animação japonês fundado em 14 de junho de 2011 por Masao Maruyama, fundador e ex-produtor da Madhouse.   "MAPPA" é um acrônimo para Maruyama Animation Produce Project Association. Em abril de 2016, Maruyama renunciou ao seu cargo no estúdio e fundou um novo estúdio, o Studio M2.

## Acusações de trabalho escravo
Em 2023, uma série de animadores alegaram terem passado por péssimas condições de trabalho no estúdio, essas acusações incluíam altas cargas horarias, cronogramas de lançamento muito curtos de serem compridos e os baixos salários pelo trabalho, fora os casos onde pessoas não eram creditadas pelos seus trabalhos na produção dos animes
No mesmo ano, muitos animadores afirmaram que foram obrigados a assinarem um contrato de não divulgação das condições de trabalho durante a produção do anime Jujutsu Kaisen com os mesmo comentando em suas redes sociais como forma de denuncia, terem trabalhado por 12 horas por dia, podendo ser classificado como trabalho análogo a escravidão.
Outras acusações do tipo já haviam ocorrido em outros anos, em 2021 um ex-funcionário, intitulado em seu Twitter/X como "Mushiyo", teria feito comentários sobre as altas reclamações dos trabalhadores em relação a forma de tratamento que o estúdio dava a seus empregados, com o mesmo afirmando que as reclamações vinham de "80% deles" e comparava a MAPPA com uma fabrica
Pouco tempo depois o perfil de Mushiyo foi bloqueado e a MAPPA não se pronunciou sobre o caso

## Produções
- Sakamichi no Apollon (2012)
- Teekyu (2012)
- Hajime no Ippo: Rising (2013)
- Zankyō no Terror (2014)
- Garo: The Animation (2014)
- Shingeki no Bahamut: Genesis (2014)
- Punch Line (2015)
- Ushio to Tora (2015)
- Garo: Crimson Moon (2015)
- Days (2016)
- Yuri!!! on Ice (2016)
- Idol Incidents (2017)
- Shingeki no Bahamut: Virgin Soul (2017)
- Kakegurui (2017)
- Shoukoku no Altair (2017)
- Garo: Vanishing Line (2017)
- Inuyashiki (2017)
- Banana Fish (2018)
- Zombieland Saga (2018)
- Dororo (2019)
- Kakegurui×× (2019)
- Sarazanmai (2019)
- To the Abandoned Sacred Beasts (2019)
- Granblue Fantasy The Animation Season 2 (2019)
- Uchi Tama?! Uchi no Tama Shirimasen ka? (2020)
- Dorohedoro (2020)
- Listeners (2020)
- The God of High School (2020)
- Mr Love: Queen's Choice (2020)
- Jujutsu Kaisen (2020)
- Attack on Titan Final Season (2020)
- Taisou Zamurai (2020)
- Zombieland Saga: Revenge (2021)
- Yasuke (2021)
- Heion Sedai no Idaten-tachi (2021)
- Re-Main (2021)
- Takt Op. Destiny (2021)
- Attack on Titan: The Final Season Part 2 (2022)
- Chainsaw Man (2022)
- Campfire Cooking in Another World with My Absurd Skills (2023)
- Vinland Saga Season 2 (2023)
- Attack on Titan:The Final Chapters (2023)
- Jigokuraku (2023)
- Jujutsu Kaisen Season 2 (2023)
- Hell's Paradise (2023)
- Bucchigiri?! (2024)
- Oblivion Baterry (2024)
- Ranma 1/2 (2024)
- Zenshu (2025)

## Filmes de animação
- Garo: Divine Flame (2016)
- Kono Sekai no Katasumi ni (2016)
- Yuri on Ice the movie: Ice Adolescence (Cancelado)[10]
- Jujutsu Kaisen 0 the Movie (2021)
- Alice and Therese's Illusion Factory (2021)